# Shannon Miller
Pour les articles homonymes, voir Miller.
Shannon Lee Miller (née le 10 mars 1977 à Rolla (Missouri)) est une gymnaste américaine. Elle est notamment championne du monde en 1993 et 1994 du concours général individuel et double médaille d'or aux Jeux olympiques d'Atlanta en 1996. Elle fait partie du Temple de la renommée de la gymnastique depuis 2006.

## Palmarès

### Jeux olympiques
- Jeux olympiques de 1992 :
  -  concours général
  -  poutre
  -  sol
  -  barres asymétriques
  -  par équipe
- Jeux olympiques de 1996 : 
  -  poutre
  -  par équipe

### Championnats du monde
- Championnats du monde de 1991 :
  -  barres asymétriques
  -  par équipe
- Championnats du monde de 1993 :
  -  concours général
  -  barres asymétriques
  -  sol
- Championnats du monde de 1994 :
  -  concours général
  -  poutre
- Championnats du monde de 1994 (par équipe) :
  -  par équipe
- Championnats du monde de 1995 :
  -  par équipe

### Autres
- American Cup 1992 :
  -  3e au concours général

- American Cup 1993 :
  -  1re au concours général